# Mioscarta metcalfi
Mioscarta metcalfi är en insektsart som beskrevs av Victor Lallemand och Synave 1953. Mioscarta metcalfi ingår i släktet Mioscarta och familjen spottstritar. Inga underarter finns listade i Catalogue of Life.